# کافه تورتونی
کافه تورتونی یک قهوه‌خانه است که در بوئنوس آیرس آرژانتین قرار دارد و در سال ۱۸۵۸ توسط یک فرانسوی مهاجر که نام خانوادگی او توآن بوده و با نام تورتونی شناخته شده بر پایه یکی از کافه رستوران‌های مشهور پاریس ان را بنا کرد.. کافه تورتونی به عنوان یکی از ده کافه زیباترین در جهان شناخته شده‌است.

## تاریخچه
در اواخر قرن ۱۹ و با الهام از قهوه‌خانه ای اروپایی این کافهٔ هنر نو، ایستگاه فرهنگی آرژانتین بوده‌است. بسیاری از نامهای مشهور بوینس آیرس، کافه تورتونی را به عنوان خانهٔ دوم خود می‌پندارند. دکوراسیون بی همتا آن شامل شیشه‌های رنگ آمیزی شده، سنگ‌های مرمر، برنزها، چوبها و عکس‌های آویخته شده به دیوار آن برای سالهاست که به همین شکل باقی مانده و دست نخورده‌اند.
علاوه بر قهوه و شیرینی‌های فوق‌العاده، این مکان، شو رقص تانگو، جاز و شعر خوانی در شب را پیشنهاد می‌دهد. علاوه بر توریستها، محلی‌های عاشق شکلات نیز زمانی طولانی را در این جو شگفت‌انگیز می‌گذرانند.
در طول سالها، کافه توسط بسیاری از افراد مشهور از جمله سیاستمداران مانند کارلوس گاردل و خوان مانوئل فانخیو و همچنین چهره‌های بین‌المللی مانند آلبرت اینشتین، فدریکو گارسیا لورکا، هیلاری کلینتون، رابرت دووال و خوآن کارلوس اول اسپانیا مورد بازدید قرار گرفته‌است.

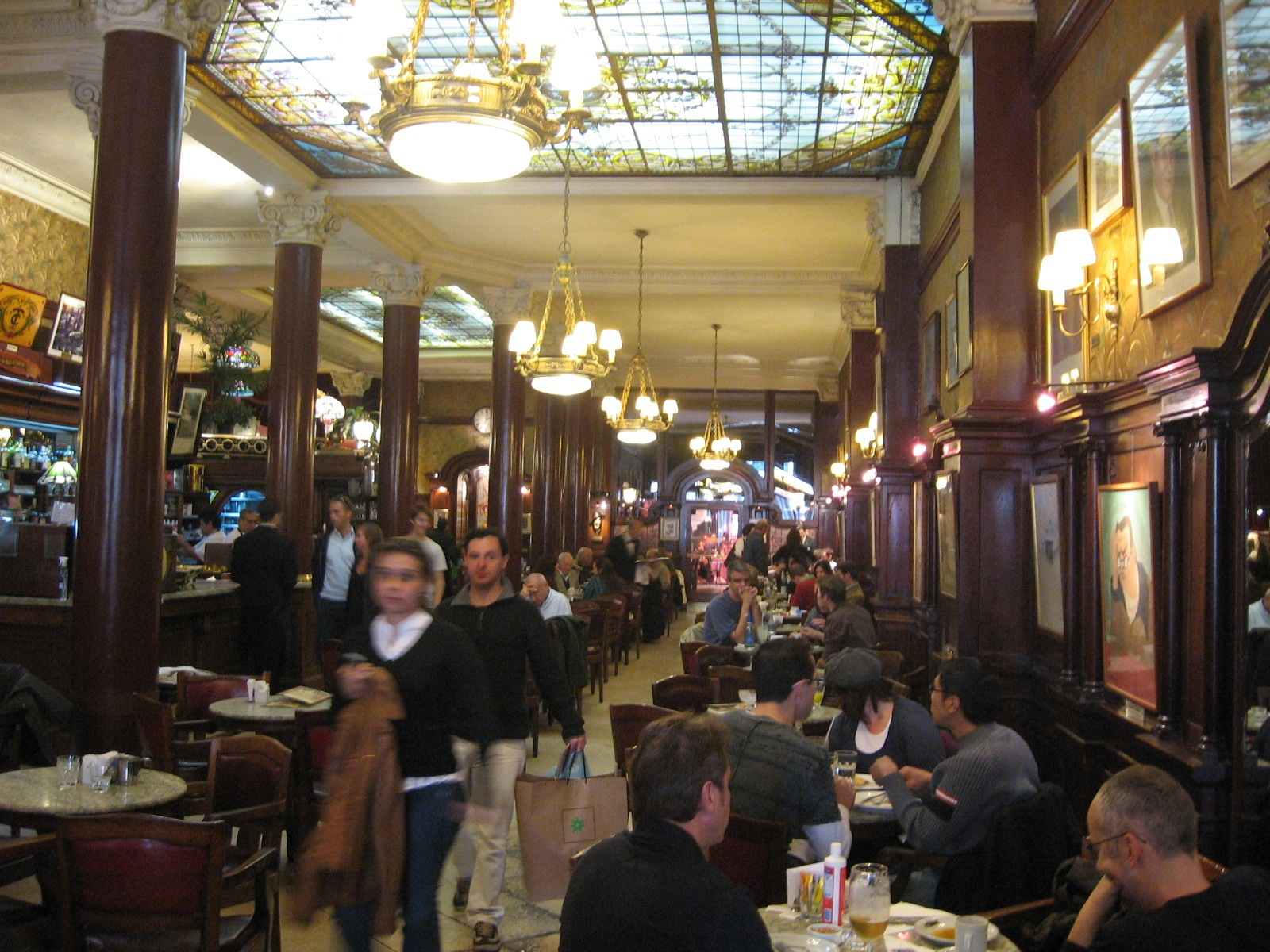
نمای داخلی.

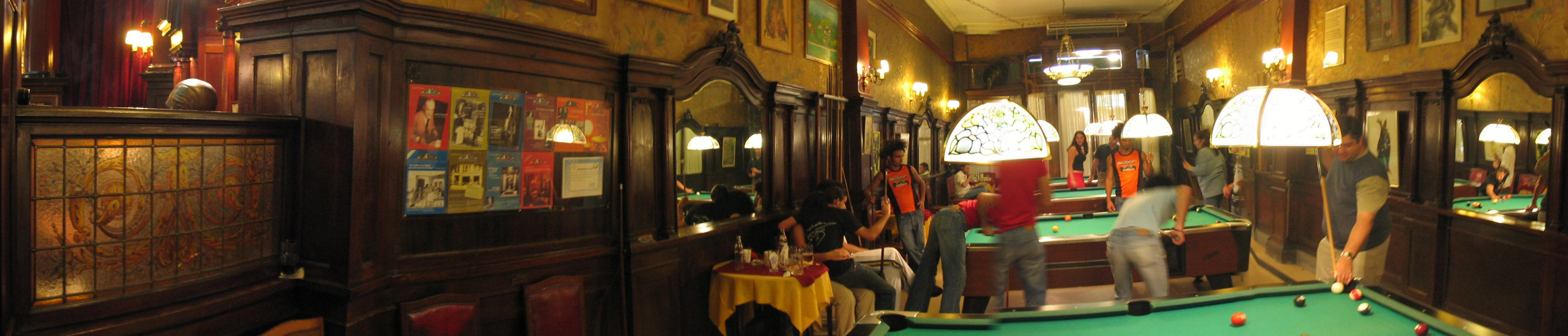
پانوراما شات از پشت کافه تورتونی.